# 现代食品工程

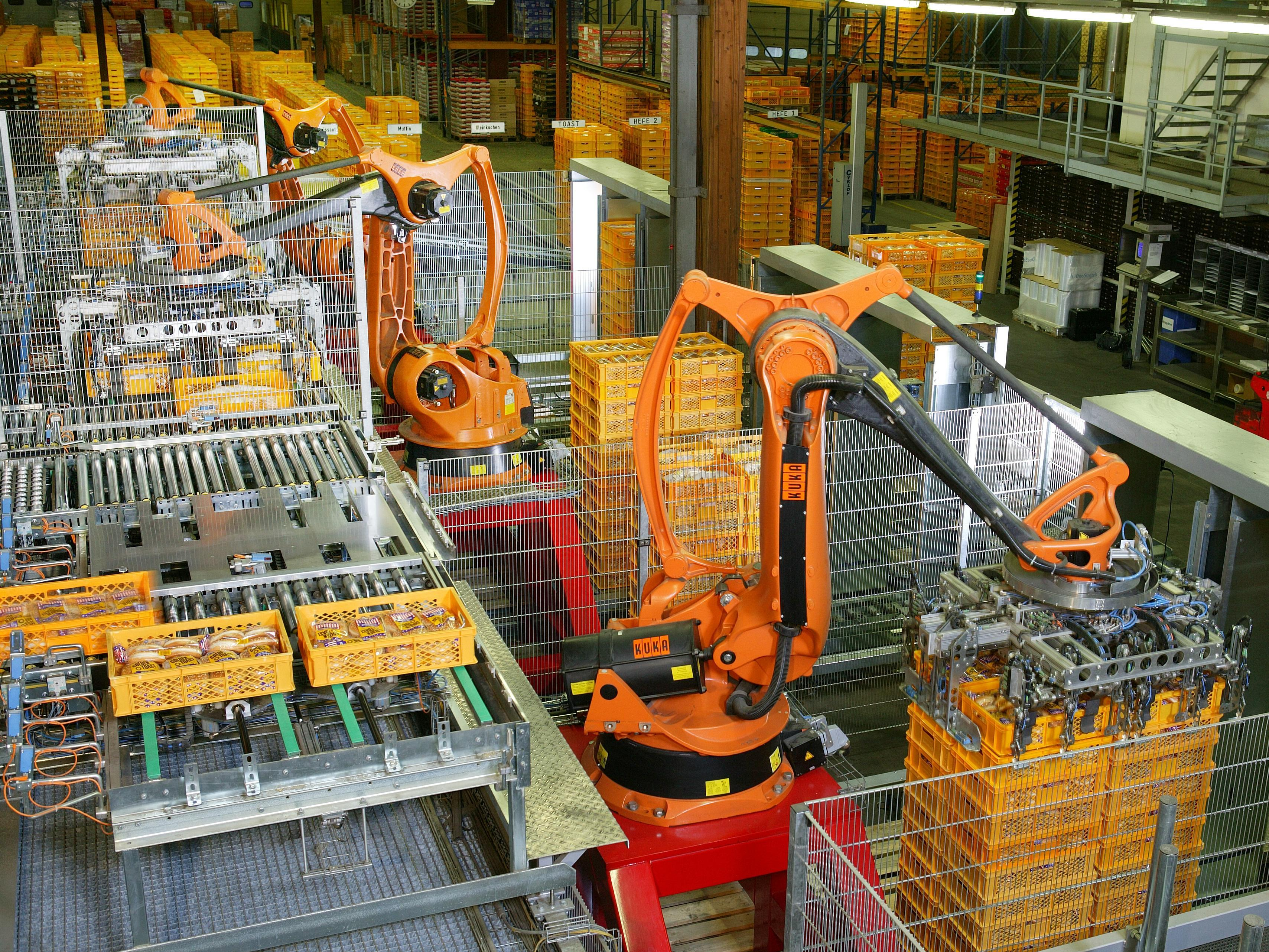
全自動機械人的食品廠

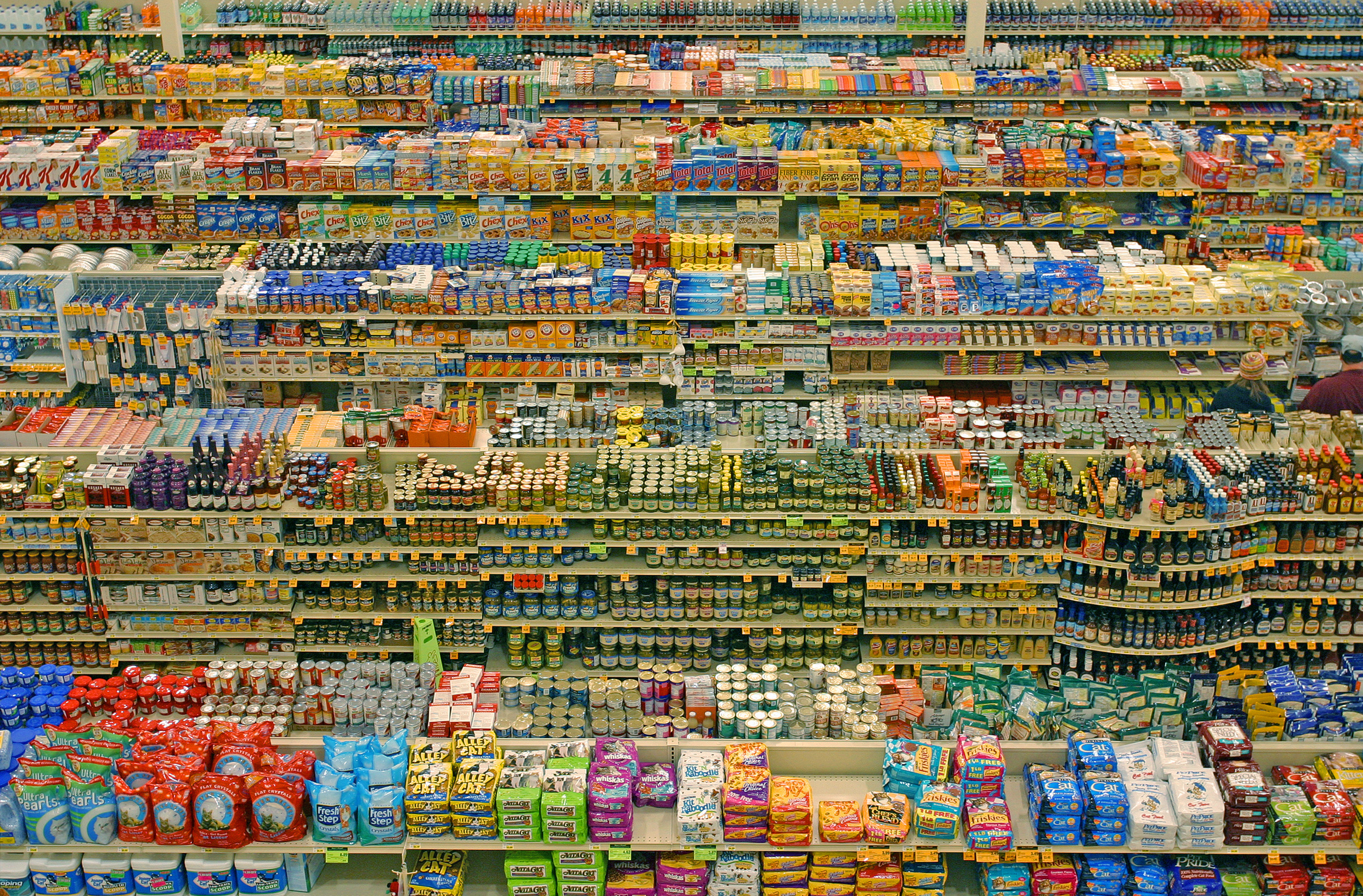
波特蘭的一家Fred Meyer量販

《现代食品工程》（Contemporary Food Engineering）是一部由世界著名CRC Press / Taylor & Francis出版社出版发行的系列丛书，主编为中国籍国际著名食品工程专家，都柏林国立爱尔兰大学食品和生物系统工程教授孙大文。

## 丛书领域
《现代食品工程》系列丛书由多卷编著组成，将食品工程领域的食品加工最新发展呈现给读者。丛书涵盖范围包括：经典单元操作在食品加工中的应用，液态或固态食品运输、储存方面的研究进展，食品加热、冷却或冷冻，食品传质过程，食品工程中的化学和生物化学方面的问题以及动力学分析的应用，脱水、热加工、非热加工、挤出、液态食品的浓缩、膜分离和膜在食品加工中的应用，货架期、电子标签与电子标签库存管理，以及可持续食品加工技术，另外还包括包装、清洗和食品卫生。该丛书面向食品加工领域的科技工作者、大学教师和研究生。
丛书各卷的编者由世界各地的杰出工程师和科学家担任。所有的编者都根据市场的需求，论述食品工程中最前沿的相关技术。此外，各卷编著中每个章节的作者都是具有相当学术和专业造诣的世界著名专家，他们在每个章节对于相关的技术和理论问题都设法提供严谨的、全面的、并且容易被接受的内容，同时还附有便于读者进一步查阅信息的最新的完整的参考文献。所以，每一卷书对于大学、科究机构的学生或研究者来说都是重要的参考源。